# Beautiran

Beautiran este o comună în departamentul Gironde din sud-vestul Franței. În 2009 avea o populație de 2.167 de locuitori.

## Evoluția populației
| An        | 1975  | 1982  | 1990  | 1999  | 2006  | 2009  |
| --------- | ----- | ----- | ----- | ----- | ----- | ----- |
| Populație | 1.353 | 1.416 | 1.803 | 2.038 | 2.115 | 2.167 |